# (43539) 2001 EF12
(43539) 2001 EF12 es un asteroide perteneciente al cinturón de asteroides, descubierto el 3 de marzo de 2001 por el equipo del Lincoln Near-Earth Asteroid Research desde el Laboratorio Lincoln, Socorro, Nuevo México.

## Designación y nombre
Designado provisionalmente como 2001 EF12.

## Características orbitales
(43539) 2001 EF12 está situado a una distancia media del Sol de 2,589 ua, pudiendo alejarse hasta 2,812 ua y acercarse hasta 2,367 ua. Su excentricidad es 0,086 y la inclinación orbital 14,386 grados. Emplea 1521,94 días en completar una órbita alrededor del Sol.

## Características físicas
La magnitud absoluta de (43539) 2001 EF12 es 14,41.